# Мухаџер Прелез
Мухаџер Прелез (алб. Prelez i Muhaxherëve) је насељено место у општини Урошевац, на Косову и Метохији. Према попису становништва из 2011. у насељу је живело 982 становника.

## Становништво
Према попису из 2011. године, Мухаџер Прелез има следећи етнички састав становништва:
| Националност | 2011.        |
| Албанци      | 981 (99,89%) |
| непознато    | 1 (0,11%)    |
| Укупно       | 982          |

| Демографија | Демографија | Демографија |
| Година      | Становника  | Становника  |
| ----------- | ----------- | ----------- |
| 1948.       | 366         |             |
| 1953.       | 389         |             |
| 1961.       | 446         |             |
| 1971.       | 575         |             |
| 1981.       | 685         |             |
| 1991.       | 866         |             |
| 2011.       | 982         |             |